# Hennadij Lytowtschenko

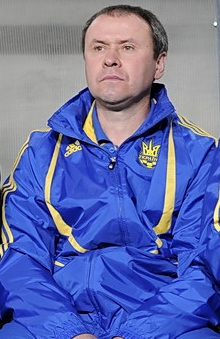
Hennadij Lytowtschenko (2009)

Hennadij Wolodymyrowytsch Lytowtschenko (ukrainisch Генна́дій Володи́мирович Лито́вченко; russisch Геннадий Владимирович Литовченко ‚Gennadi Wladimirowitsch Litowtschenko‘, englische Transkription Gennadiy Vladimirovich Litovchenko; * 11. September 1963 in Dniprodserschynsk, Ukrainische SSR) ist ein ehemaliger sowjetischer und ukrainischer Fußballspieler und heutiger Fußballtrainer.
Lytowtschenko begann seine Karriere 1975 in der Jugendmannschaft von Dnipro Dnipropetrowsk. Seit 1981 war er Stammspieler der ersten Mannschaft und gewann 1983 mit dem Team überraschend die sowjetische Meisterschaft. 1984 wurde er zum sowjetischen Fußballer des Jahres gewählt. Gemeinsam mit Oleh Protassow war der offensive Mittelfeldspieler Lytowtschenko einer der Führungsspieler des damals sehr erfolgreichen Teams von "Dnipro" und erreichte 1987 mit der Mannschaft die sowjetische Vizemeisterschaft.
1988 wechselte Lytowtschenko zu Dynamo Kiew, mit diesem Team wurde er im Jahr 1990 nochmals sowjetischer Meister und im selben Jahr auch Pokalsieger. Im Jahr 1990 wechselte er nach Griechenland zu Olympiakos Piräus und gewann mit Olympiakos 1992 den griechischen Pokal. Ab 1993 spielte er in Österreich für den FC Admira Wacker und in der Saison 1995/96 kam er für Tschornomorez Odessa zu insgesamt 10 Einsätzen in der ukrainischen Wyschtscha Liha.
In der sowjetischen Nationalmannschaft kam Lytowtschenko zu insgesamt 57 Einsätzen, in denen er 14 Tore erzielte. Er nahm an den Weltmeisterschaften 1986 und 1990 teil und erreichte bei der Europameisterschaft 1988 mit dem sowjetischen Team das Finale gegen die Niederlande. Zwischen 1993 und 1994 spielte er 4-mal für die Ukrainische Fußballnationalmannschaft.
Seit 1996 ist Lytowtschenko als Trainer tätig. Von 2002 bis 2004 war er für die ukrainische U-21 Nationalmannschaft verantwortlich. In der Saison 2003/04 trainierte Lytowtschenko Metalist Charkiw. Von 2006 bis 2010 war er Trainer der zweiten Mannschaft von Dynamo Kiew.